# European Sky Shield Initiative
Die European Sky Shield Initiative (ESSI), auch European Skyshield Initiative geschrieben, ist ein geplantes Projekt zum Aufbau eines verbesserten europäischen Luftverteidigungs- und Raketenabwehrsystems.

## Geschichte
Die Initiative wurde auf Anregung Deutschlands vor dem Hintergrund des russischen Überfalls auf die Ukraine Ende August 2022 von Bundeskanzler Olaf Scholz angekündigt. Der derzeitige Schutzschirm Active Layered Theatre Ballistic Missile Defence ist im Wesentlichen auf Bedrohungen vom Iran ausgerichtet und soll Defizite im Bereich der Bekämpfung ballistischer Raketen, von Drohnen und Marschflugkörpern aufweisen.
Mit der Initiative sollen Lücken im bisherigen Schutzschirm für Europa geschlossen werden. Es sollen gemeinsam neue Waffensysteme eingekauft werden, die dann möglichst günstig ein großes Gebiet abdecken. Die deutsche Bundesverteidigungsministerin Christine Lambrecht versprach sich von dem Projekt „politische, finanzielle und auch technologische Synergieeffekte“.
Am 13. Oktober 2022 unterzeichneten 15 europäische Staaten (Belgien, Bulgarien, Deutschland, Estland, Finnland, Lettland, Litauen, Niederlande, Norwegen, Rumänien, Slowakei, Slowenien, Tschechien, Ungarn und Vereinigtes Königreich) eine Erklärung zu dieser Initiative. Mit Ausnahme des erst 2023 beigetretenen Finnland, das noch einen Beobachterstatus hatte, waren alle Länder mindestens seit 2004 Mitglied der NATO.
Am 15. Februar 2023 wurde beim NATO-Treffen in Brüssel bekannt, dass sich auch das Mitglied Dänemark und Beitrittskandidat Schweden – das erst 2024 seinen Beitritt vollziehen konnte – der Sky Shield Initiative anschließen werden.
Am 7. Juli 2023 unterzeichneten Österreichs Verteidigungsministerin Klaudia Tanner und die Schweizer Bundesrätin Viola Amherd eine Absichtserklärung zum Beitritt. Die beiden Ressortverantwortlichen unterschrieben außerdem eine Zusatzerklärung, dass die österreichische und die Schweizer Neutralität gewahrt bleiben und sich die beiden Länder im Ernstfall nicht in einen Konflikt anderer Länder einmischen würden. Der offizielle Beitritt Österreichs erfolgte Ende Mai 2024. Für Österreich soll das europäische Luftabwehrsystem aus der Einsatzzentrale Basisraum im Pongau koordiniert werden.
Der Schweizer Bundesrat beschloss in seiner Sitzung vom 10. April 2024 den Beitritt zur ESSI und ermächtigte das Eidgenössische Departement für Verteidigung, Bevölkerungsschutz und Sport (VBS), die Beitrittserklärung zum ESSI Cooperative Procurement Framework Memorandum of Understanding (MoU) zu unterzeichnen. Die Aussen- und Sicherheitspolitischen Kommissionen der eidgenössischen Räte stimmten dem Geschäft zu, worauf Rüstungschef Urs Loher am 17. Oktober 2024 das Cooperative Procurement Framework Memorandum of Understanding (MoU) und die Beitrittserklärung der Schweiz unterzeichnete.
Am 15. Februar 2024 traten Griechenland und die Türkei (beide seit 1952 NATO-Mitglieder) der Initiative bei.
Am 13. Februar 2025 gab das deutsche Bundesministerium der Verteidigung einen Betritt der NATO-Mitglieder Albanien und Portugal und damit die Erhöhung der Teilnehmer auf 23 Staaten bekannt.
Am 16. April 2024 gab der Ministerpräsident Polens Donald Tusk bekannt, dass Polen sich an der ESSI beteiligen will.
| Staat | Absichtserklärung | Beitrittserklärung |
| --- | ----------------- | ------------------ |
| Belgien, Bulgarien, Deutschland, Estland, Finnland, Lettland, Litauen, Niederlande, Norwegen, Rumänien, Slowakei, Slowenien, Tschechien, Ungarn, Vereinigtes Königreich | –                 | Okt. 2022          |
| Dänemark, Schweden | Feb. 2023         |                    |
| Österreich | Juli 2023         | Mai 2024           |
| Schweiz | Juli 2023         | Okt. 2024          |
| Griechenland, Türkei | Feb. 2024         |                    |
| Albanien, Portugal |                   | Feb. 2025          |
| Polen | Apr. 2024         |                    |

## Systeme
Die ESSI wird eine mehrschichtige Verteidigung einsetzen, wobei folgende Systeme genutzt werden:
- Nah- und Nächstbereich: Skyranger 30
- Mittlere Reichweite (bis 15 Kilometer weit, bis zu sechs Kilometer Höhe): IRIS-T SLM
- Große Reichweite (15 bis 35 Kilometer Reichweite und bis zu maximal 25 Kilometer Höhe): Patriot (PAC-3)
- Sehr große Reichweite (bis zu 2400 Kilometer Reichweite und mehr als 100 Kilometer Höhe; bis zum unteren Teil der Thermosphäre, nur gegen ballistische Raketen): Arrow 3

Mit Bezugnahme auf das European Sky Shield verkündete die Hensoldt AG im Dezember 2022, 30 TRML-4D-Radare für das IRIS-T-SLM-Luftverteidigungssystem zu bauen.

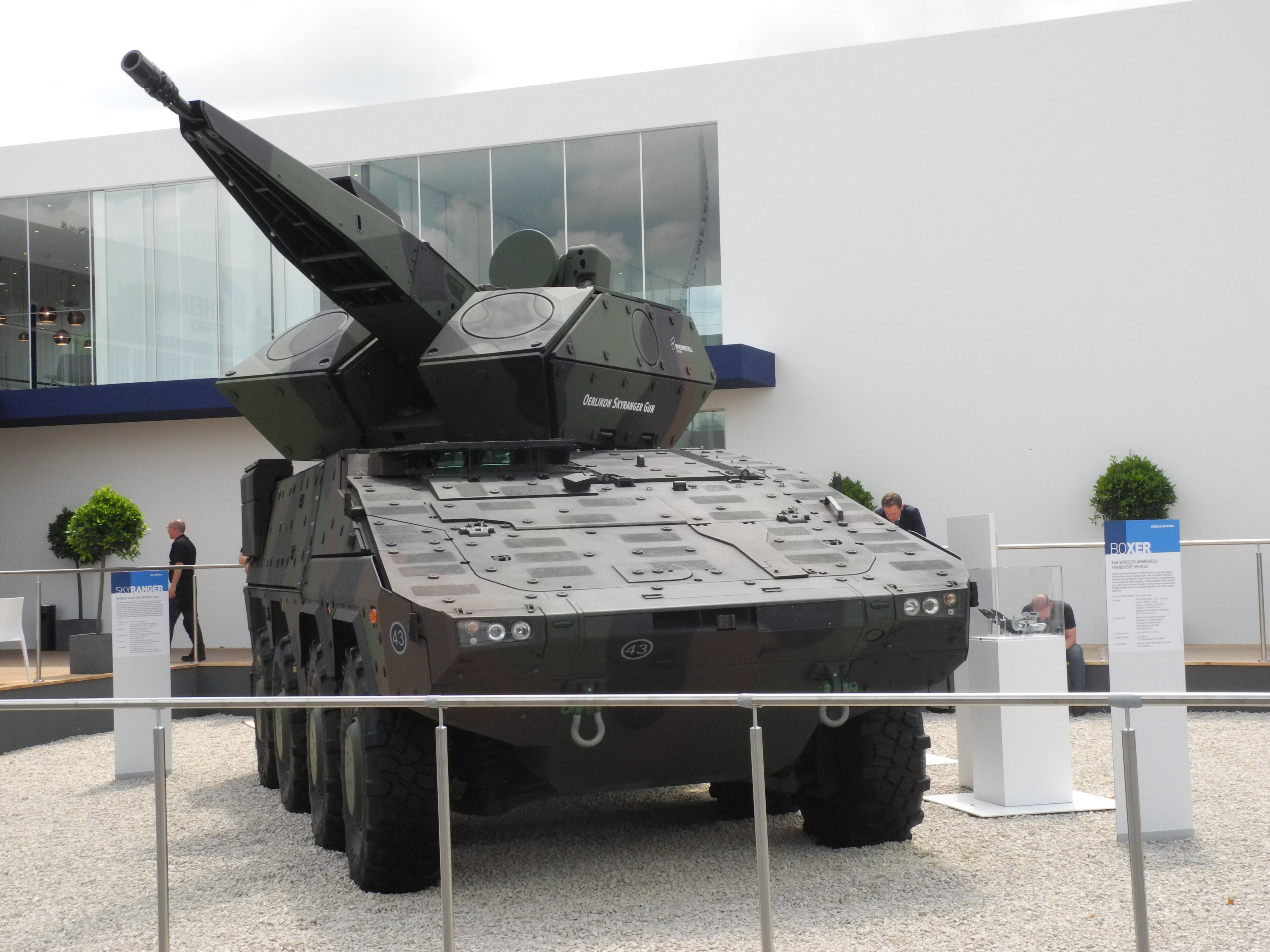
Flugabwehrsystem Skyranger (auf GTK Boxer)
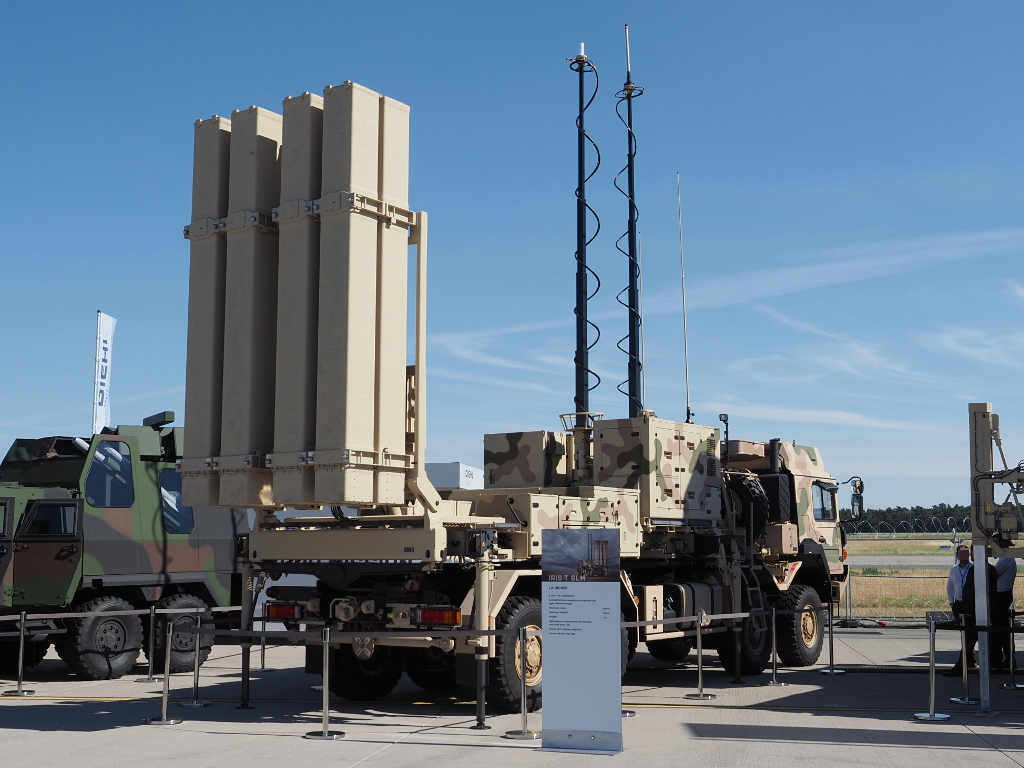
Diehl IRIS-T SLM-Startgerät
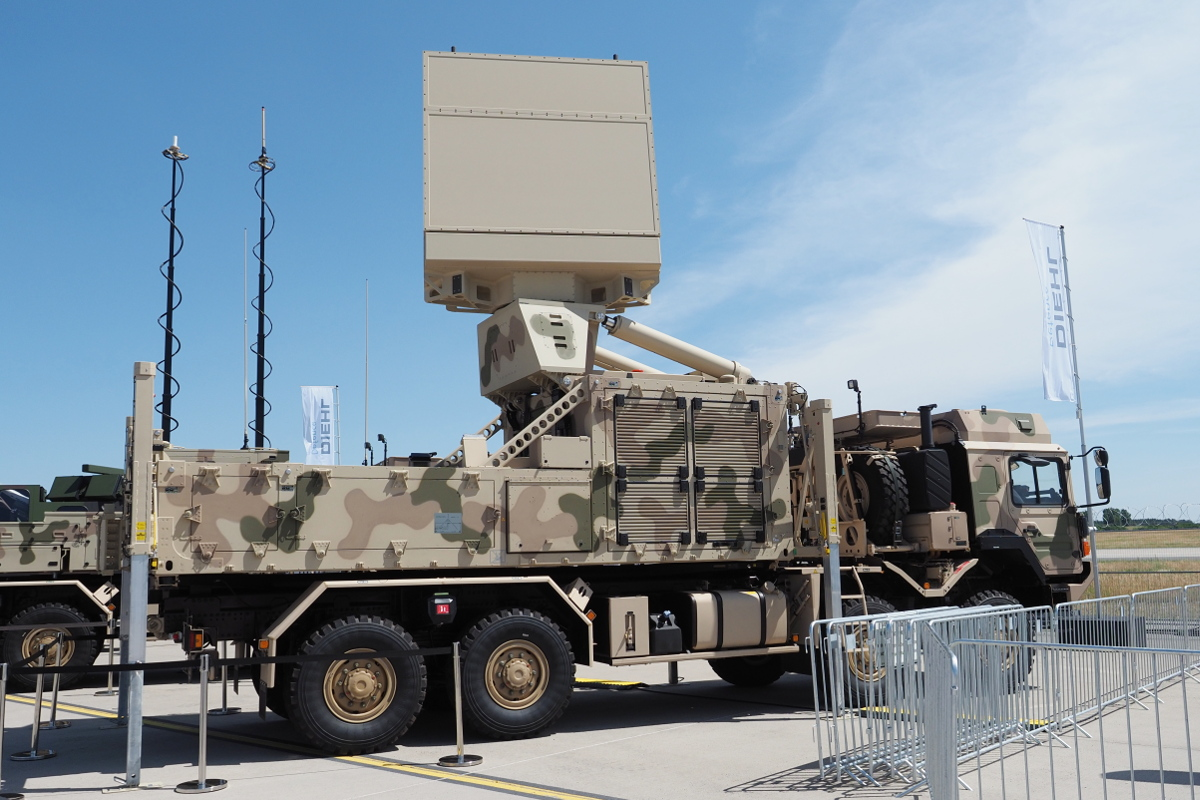
Hensoldt Nahbereichsradar TRML-4D für das IRIS-T SLM
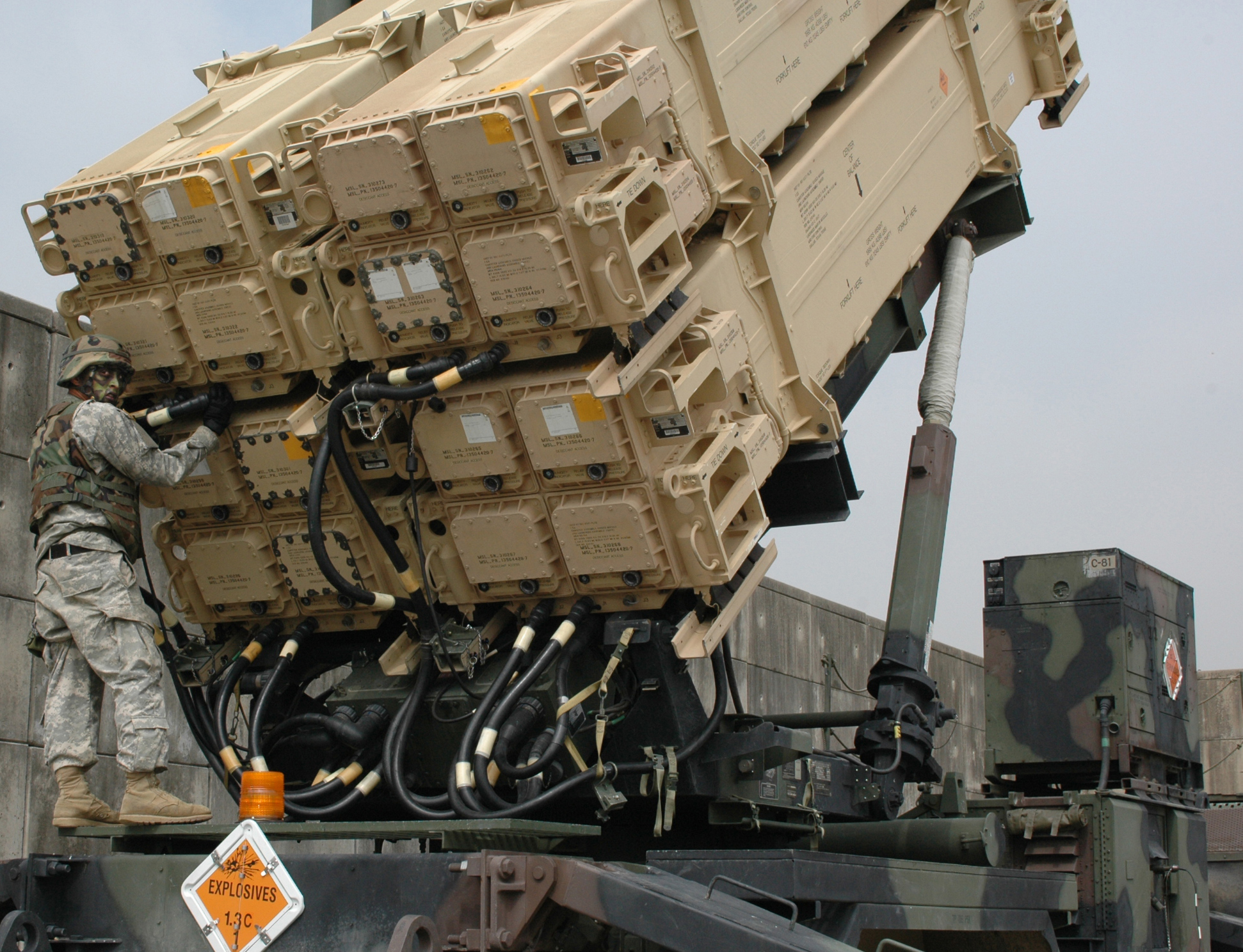
MIM-104 Patriot-Startgerät bestückt mit PAC-3 MSE-Raketen
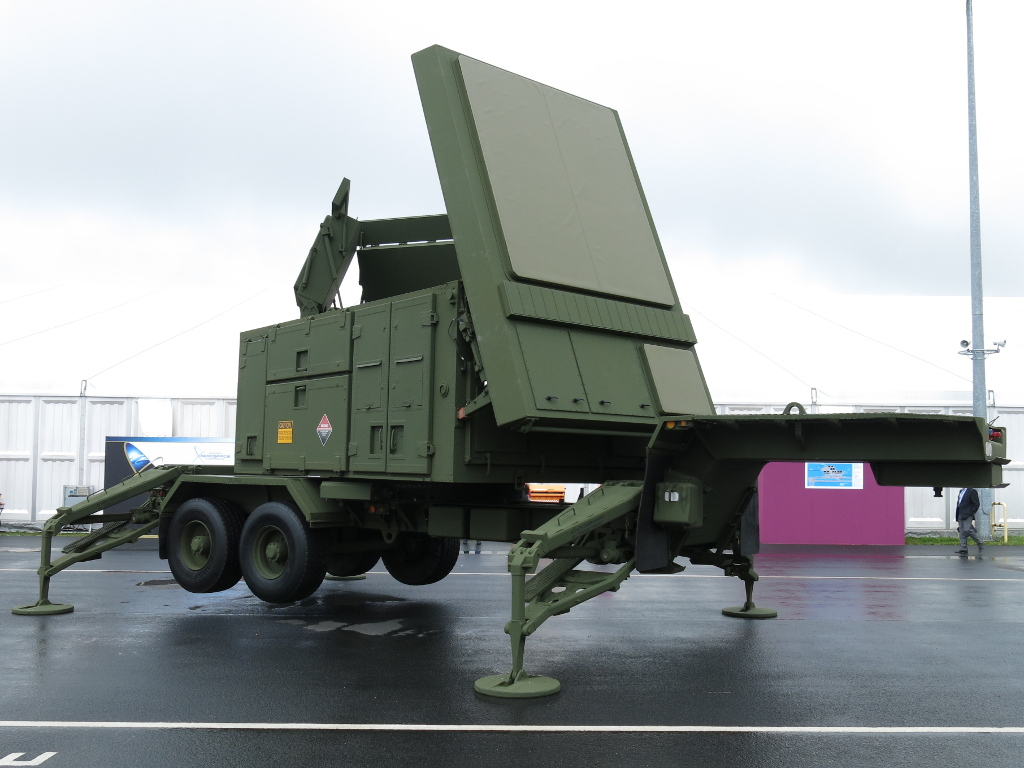
Raytheon LTAMDS-Radar für das Patriot-System
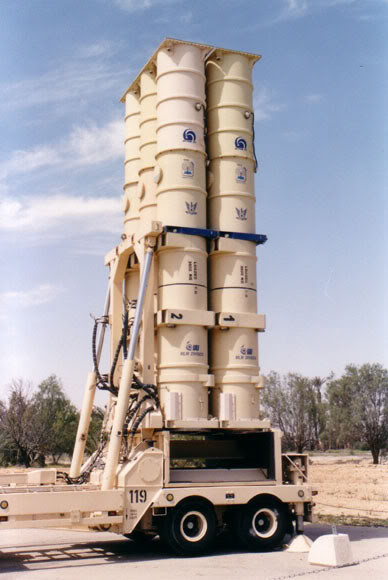
IAI Arrow-Startgerät
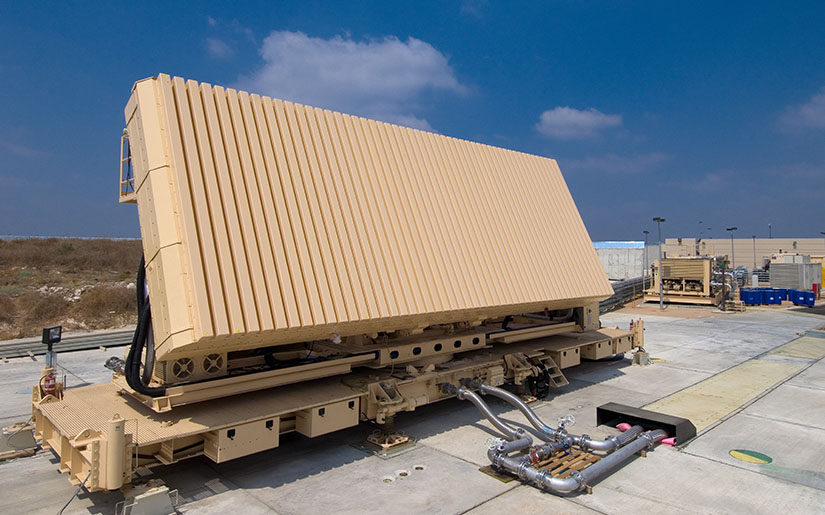
EL-M-2080 Green Pine-Radar für das Arrow 3-System